# Alice's Adventures in Wonderland (filme de 1910)
Alice's Adventures in Wonderland é um filme mudo de 1910, realizado por Edwin S. Porter.

## Elenco
- Gladys Hulette ... Alice